# Rhinocerotidae
Los rinocerótidos (Rhinocerotidae, del latín tardío rhinocĕron, -ōntis, este del latín rhinocĕros, -ōtis, y este del griego ρινόκερως (rinókerōs) ρίς, ρινός (ris, rinós), "nariz" y κερος (keros), "cuerno"), conocidos con el nombre de rinocerontes, son una familia de mamíferos placentarios del suborden ceratomorfos perteneciente al orden de los perisodáctilos.
Actualmente existen cinco especies: el rinoceronte blanco y el rinoceronte negro en África y el rinoceronte de Java, el rinoceronte indio y el rinoceronte de Sumatra en Asia. Según la clasificación de estado de conservación confeccionada por la Unión Internacional para la Conservación de la Naturaleza, las especies de rinocerontes de Java, Sumatra y negro se encuentran en «peligro crítico»; el de la India se considera «vulnerable» y el blanco «casi amenazado».
En español, además del término rinoceronte, existe la palabra «abada» para denominar a estos animales. Proveniente del español antiguo habada y este portugués antiguo abada y este del malayo badaq, que se usaba para designar a la hembra del rinoceronte; actualmente su uso es limitado.

## Características

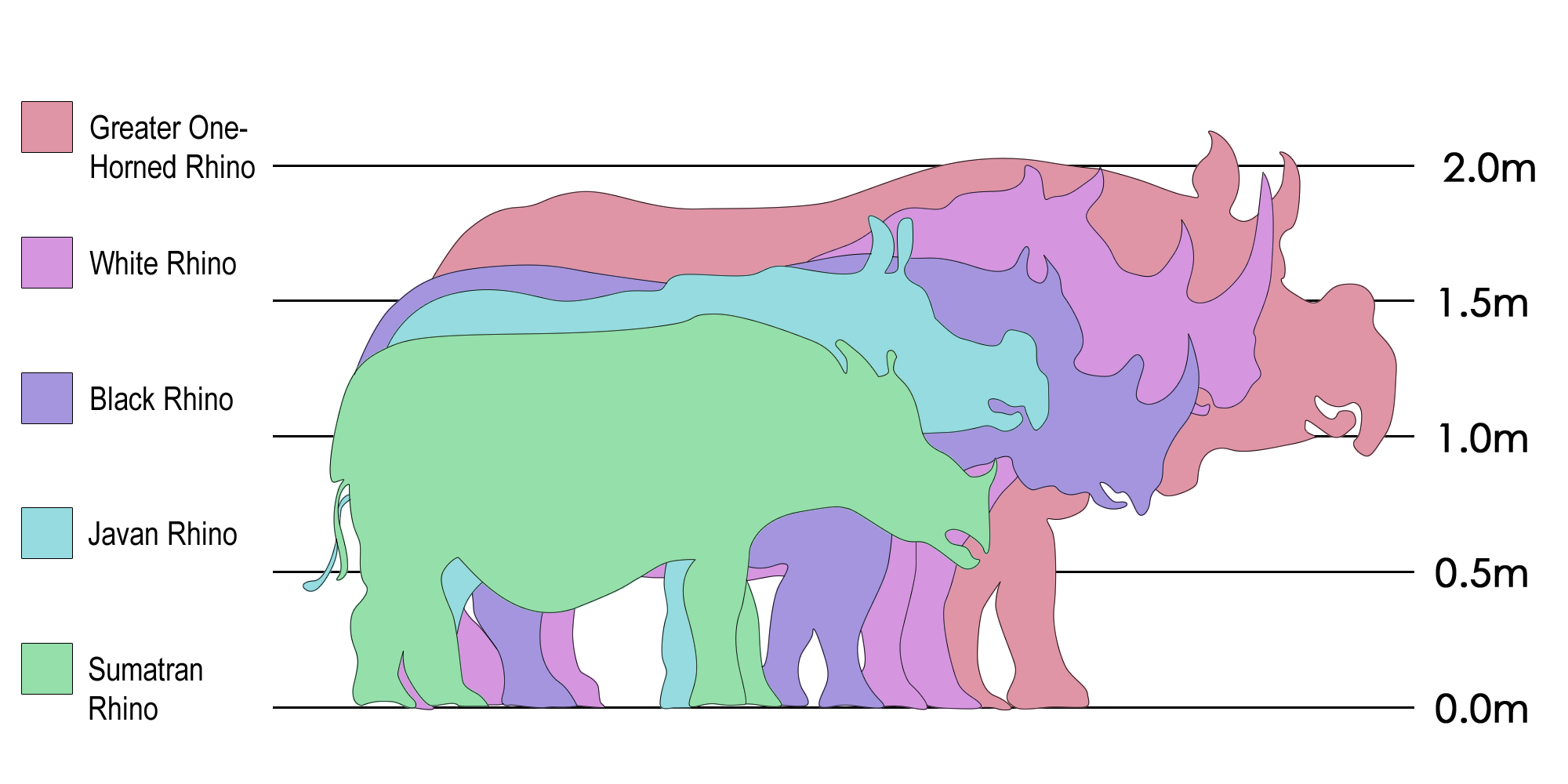
Comparativa de tamaños de las especies vivas de rinoceronte

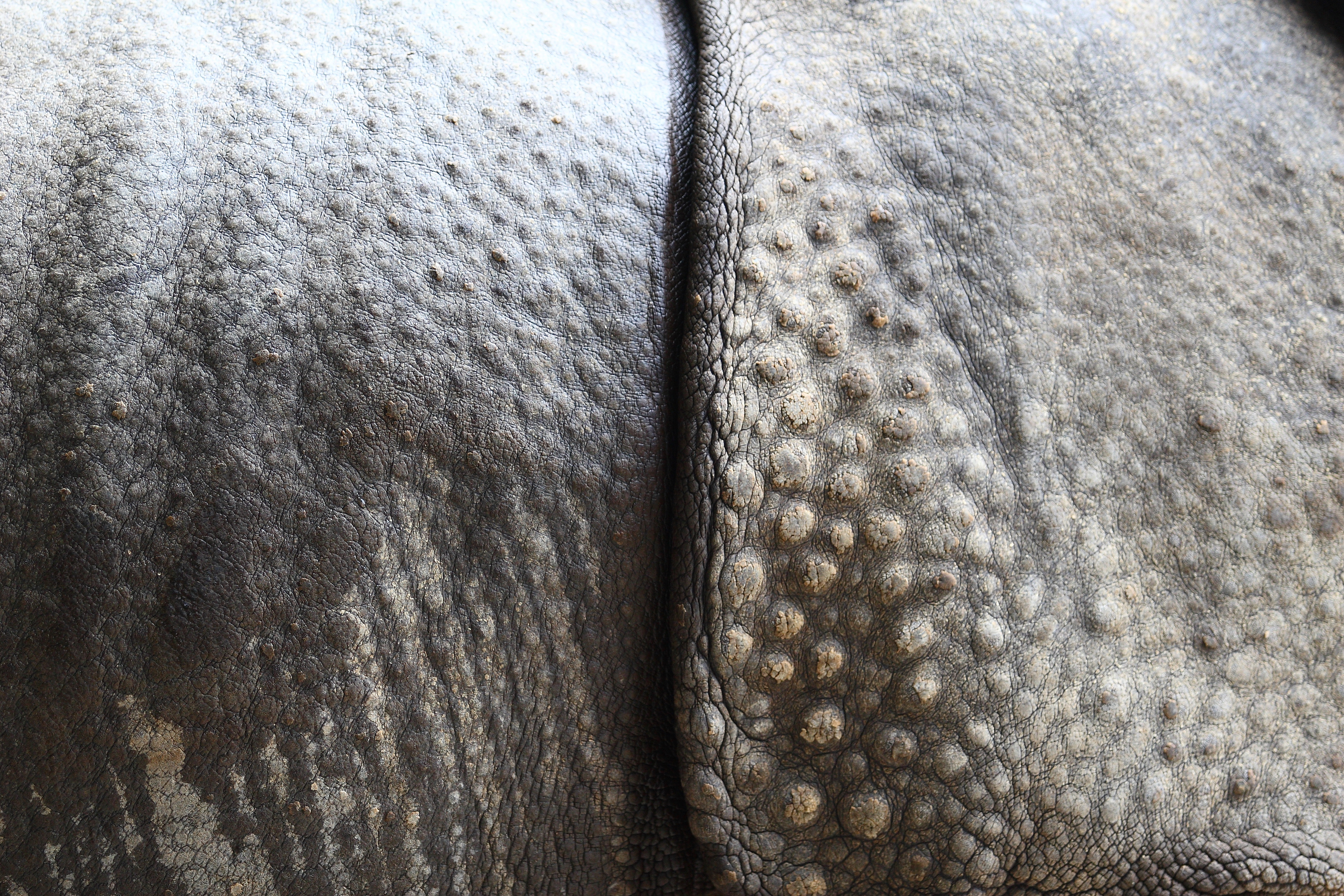
Detalle de la piel de un rinoceronte

La palabra "rinoceronte" (ρινόκερος) proviene del latín tardío rhinocĕron, -ōntis, este del latín rhinocĕros, -ōtis, y este griego ρινόκερως (rinókerōs) ρίς, ρινός (ris, rinós), "nariz" y κερος (keros), "cuerno"), y significa literalmente "nariz cornuda" y alude a los característicos cuernos en el hocico, que son además un valorado trofeo y la razón principal de su caza. A diferencia de los cuernos de otras especies, como los antílopes, los de los rinocerontes no tienen un núcleo óseo, sino que están hechos de queratina, la misma sustancia que forma los pelos y las uñas en el resto de mamíferos. Las dos especies africanas y el rinoceronte de Sumatra tienen dos cuernos, mientras que el indio y el de Java tienen solo uno.

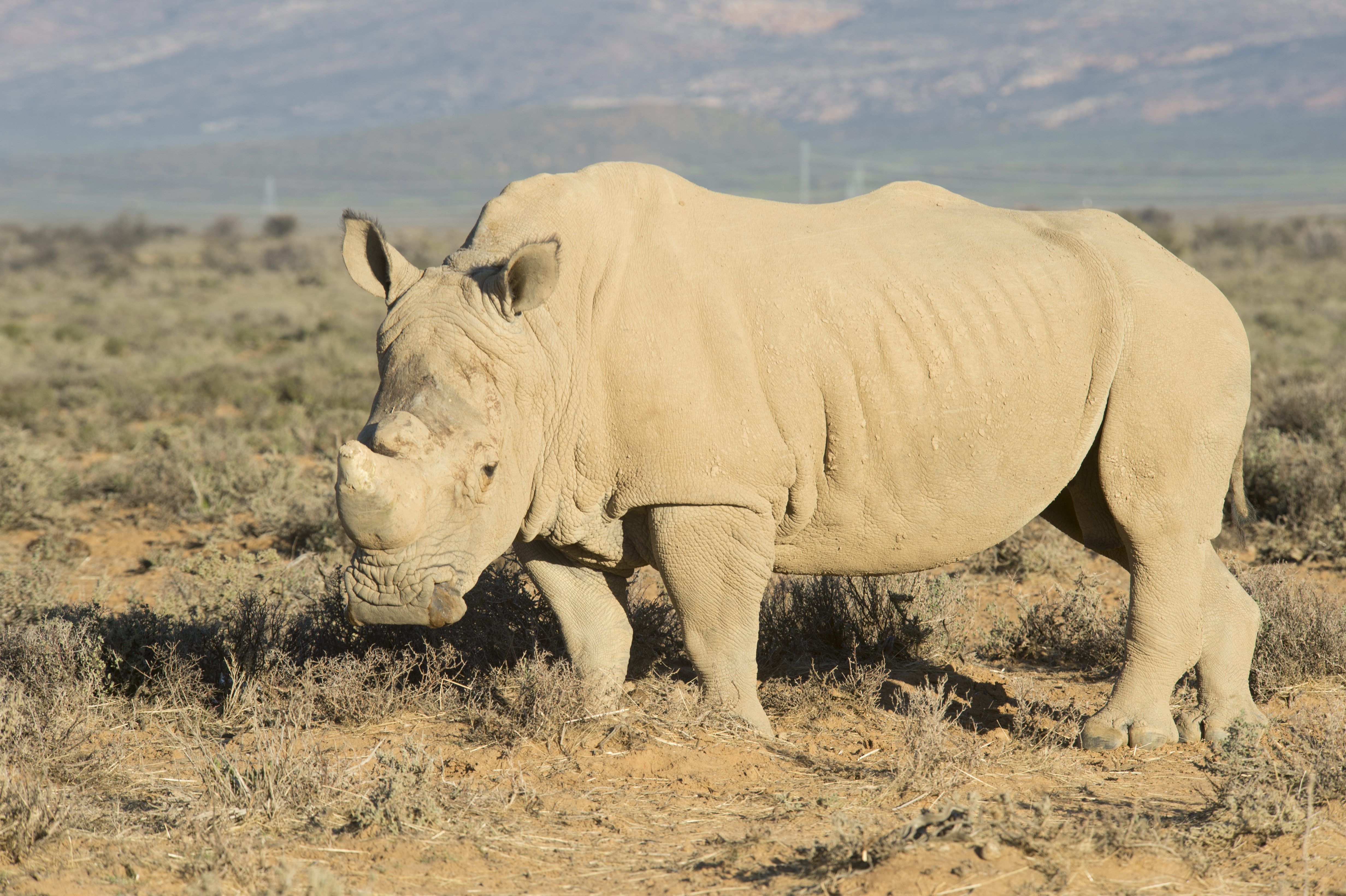
Rinoceronte en Sudáfrica

La familia de los rinocerontes se caracteriza por su gran tamaño, siendo de las pocas especies consideradas como megafauna existentes hoy día, junto con elefantes e hipopótamos; todas las especies pueden sobrepasar como mínimo la tonelada de peso. Todos son herbívoros, y tienen una piel gruesa y resistente, de entre 1,5 y 5 cm de grosor, formada por capas superpuestas de colágeno. Tienen cerebros relativamente pequeños para su tamaño corporal (entre 400 y 600 g). Aunque se alimentan por lo general de hojas, su capacidad de fermentar el alimento en el colon les permite sobrevivir consumiendo materia vegetal más leñosa, como raíces y ramas, de ser necesario. Al contrario que otras especies de perisodáctilos, las especies africanas de rinocerontes no tienen dientes en la parte frontal de la boca, empleando para masticar unos potentes premolares y molares para aplastar el alimento de origen vegetal. La fórmula dental varía de especie a especie, pero en general es: 
| Dentición     |
| ------------- |
| 0-1.0.3-4.3   |
| 0-2.0-1.3-4.3 |

Los rinocerontes tienen un agudo sentido del olfato y un oído sensible, pero muy mala vista. Su esperanza de vida máxima es de unos 60 años. La longitud de la cabeza y el cuerpo es de 240 a 315 cm en el rinoceronte de Sumatra y de 335 a 420 cm en el rinoceronte blanco. El peso, que es de 800 kg en el rinoceronte de Sumatra, puede llegar a los 3600 kg en el rinoceronte blanco, considerándolo el segundo animal terrestre más grande después del elefante.
Todas las especies son perisodáctilas; es decir, tienen un dedo central más desarrollado en cada pata, que les sirve de apoyo principal, y dos dedos menores a los lados. Eso da a sus huellas el característico aspecto de un as de trébol. En el caso del rinoceronte blanco y del indio, los machos adultos son mucho mayores que las hembras, pero en las demás especies machos y hembras tienen un tamaño similar.
Los rinocerontes tienen una visión escasa, aunque son capaces de distinguir a una persona inmóvil hasta unos 30 m de distancia. Los ojos están situados a ambos lados de su cabeza. Su oído es muy fino, y las orejas son de tipo tubular, moviéndose rápidamente en la dirección de donde proviene el sonido. Pero su sentido más desarrollado es el olfato; la cantidad de tejido olfativo en el hocico supera al tamaño del cerebro.

## Alimentación
Todos los rinocerontes son herbívoros y necesitan una gran cantidad de alimento diario para mantener su gran volumen. Pueden tolerar alimentos relativamente altos en fibra en su dieta, gracias a la capacidad de su colon de fermentar y digerir el tejido vegetal leñoso, pero prefieren partes más nutritivas y blandas cuando las hay disponibles. Las dos especies africanas de rinoceronte han perdido los dientes frontales, y aunque las especies asiáticas conservan incisivos (y el rinoceronte de Sumatra incluso caninos), estas piezas se han adaptado más para pelear que para la alimentación. Sin embargo, cada especie se ha adaptado al consumo de un tipo de materia vegetal. El rinoceronte negro tiene un labio superior prensil que utiliza para romper los extremos de las ramas de las plantas leñosas. El rinoceronte blanco, en cambio, cuenta con un cráneo alargado y unos labios anchos que utiliza para pastar las hierbas cortas. El rinoceronte indio también tiene un labio superior prensil, que usa para obtener hierbas altas y pequeños arbustos. Tanto el rinoceronte de Java como el de Sumatra, a menudo derriban pequeños árboles para comerse sus hojas y brotes, y todas las especies excepto el blanco incluyen algunos frutos en su dieta. Todos los rinocerontes beben casi a diario, pero en condiciones áridas pueden sobrevivir entre cuatro y cinco días sin beber. El rinoceronte indio pasa grandes periodos en el agua, mientras las especies africanas suelen preferir revolcarse en el barro. Si bien el agua los refresca, el barro los protege contra las picaduras de moscas y otros insectos.

## Reproducción
Las hembras del rinoceronte blanco y el indio empiezan sus ciclos sexuales alrededor de los cinco años de edad, y paren sus primeras crías entre los seis y los ocho años. Las hembras del rinoceronte negro, que son más pequeñas, son fértiles un año antes. Generalmente, todas las especies tienen una sola cría por parto, aunque la presencia de dos mamas ha llevado a especular sobre la posibilidad de gestación de dos crías en casos excepcionales. El intervalo entre sucesivas procreaciones es, como mínimo, de veintidós meses, aunque lo normal es que varíe entre los dos y los cuatro años. Las crías son pequeñas al nacer; pesan unos 65 kg en los casos del rinoceronte blanco e indio y 40 kg en el rinoceronte negro, y pueden seguir el paso de sus madres tres días después de nacidas.
Los machos alcanzan la capacidad de procrear entre los siete y los ocho años de edad, pero no suelen reproducirse al menos hasta los diez años. Una particularidad de los rinocerontes es que los testículos no descienden al escroto, y el pene, cuando está retraído, está dirigido hacia atrás. Las hembras tienen dos mamas situadas entre las dos patas traseras. Los nacimientos se producen en cualquier mes del año, pero en el caso de los rinocerontes africanos los nacimientos se producen en mayor número entre el fin de la estación lluviosa y mediados de la estación seca.

## Comportamiento
El rinoceronte es un animal solitario y territorial. Por regla general solo hay asociación entre una madre y su cría menor, y los machos adultos de todas las especies solo se asocian temporalmente con hembras en época de celo. Entre los rinocerontes blancos, y a veces en los indios, los animales inmaduros forman parejas, y a veces constituyen grupos más numerosos. El rinoceronte blanco es el más sociable de las cinco especies, y las hembras sin descendencia se reúnen a veces y aceptan la compañía de uno o más animales inmaduros, pudiendo formarse grupos persistentes de hasta siete individuos.
Tanto machos como hembras se mueven siempre en las mismas zonas o territorios, que varían en tamaño según la especie y el género (de 9 a 15 km las hembras de rinocerontes blanco e indio, de 3 a 90 km las de rinoceronte negro), y que marcan de forma olfativa mediante sus heces y su orina. Las heces son depositadas y luego dispersadas a coces. Cuando patrullan regiones limítrofes de sus territorios, orinan con relativa frecuencia. En todas las especies los territorios de las hembras se solapan extensamente y no hay entre ellas indicios de territorialidad. Aunque, mientras las hembras del rinoceronte blanco suelen tener contactos amistosos frotándose las narices, las del rinoceronte indio responden generalmente con agresividad a cualquier proximidad. Los machos, sin embargo, tienden a enfrentarse con cualquier otro macho que invada su territorio. Del mismo modo, tanto el rinoceronte blanco como el indio responden frecuentemente con acometidas agresivas cuando se les molesta, pero muy a menudo sus cargas no son más que acometidas ciegas destinadas a ahuyentar al intruso.
En sus enfrentamientos, los rinocerontes repiten los mismos gestos una y otra vez hasta que uno de ellos se rinde. Los animales enfrentados aprietan los cuernos uno contra otro y se empujan; no suelen cargar uno contra otro, tal como hacen otros mamíferos dotados de cuernos, ya que la masa combinada de ambos bastaría para aplastarles el cráneo o partirles el cuello en el momento del impacto. Finalizado el conflicto, el macho dominante proclama su supremacía expulsando una rociada de orina pulverizada mientras que el macho subordinado se retira. El dueño de un territorio que resulte vencido deja de marcarlo con orina y de esparcir sus excrementos, y asume la condición de macho subordinado.
La longevidad de los rinocerontes varía de los treinta y dos años del rinoceronte de Sumatra a los cuarenta y cinco años del rinoceronte blanco e indio, aunque pueden vivir hasta los sesenta años, o más.

## Diversidad
Todas las especies tienen 82 cromosomas (número diploide, 2n, por célula), excepto los rinocerontes negros, que tienen 84. Es la mayor cantidad de cromosomas conocida en cualquier mamífero.
Las cinco especies vivas se subdividen en cuatro géneros:
- El más primitivo, el de los Dicerorhinus, surgió en el Mioceno, hace unos 20 millones de años,[6] y su único representante vivo es el rinoceronte de Sumatra. El rinoceronte lanudo europeo, ya extinto, también formaba parte del mismo género.
- El género Rhinoceros cuenta con dos especies, los rinocerontes de Java y de la India, originadas hace unos diez millones de años.
- El género Diceros, originado en el Mioceno medio (hace unos 14,2 millones de años), está formado por el rinoceronte negro, del que se reconocen cuatro subespecies (una ya extinta).
- El género Ceratotherium es el propio del llamado rinoceronte blanco, una escisión del género Diceros, originaria del Plioceno inicial (hace unos 5 millones de años). La especie consta de dos subespecies.

### Rinoceronte blanco

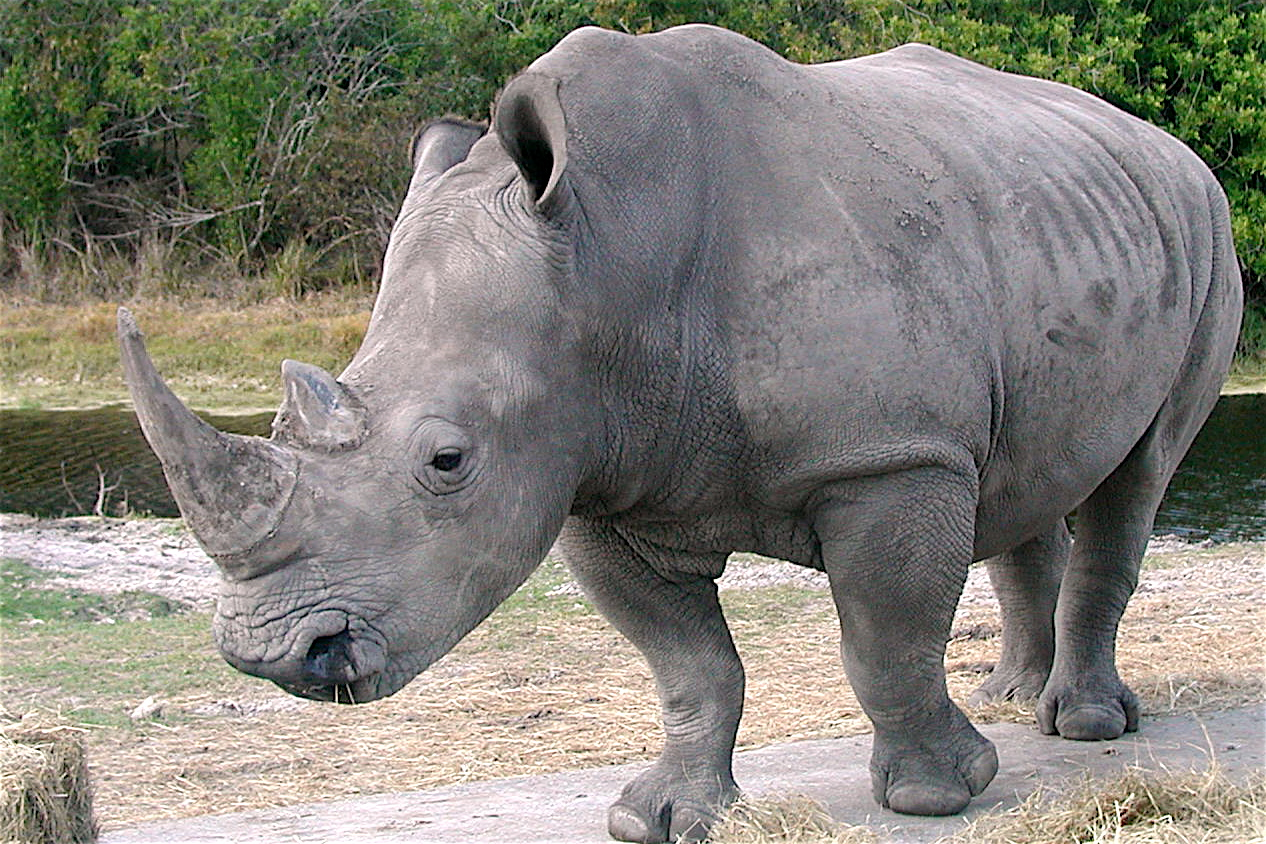
El rinoceronte blanco es, en realidad, gris.

El rinoceronte blanco o rinoceronte de mandíbula cuadrada (Ceratotherium simum) es, tras el elefante, el mayor de los animales terrestres aún existentes en el mundo, junto con el rinoceronte indio, que es comparable en tamaño, y algunos ejemplares macho de algunas especies de hipopótamo. Existen dos subespecies del mismo; en el 2005, Sudáfrica era el mayor hábitat natural de la primera de ellas, el rinoceronte blanco del sur (Ceratotherium simum simum), con una población de 20150 ejemplares, lo que convierte al rinoceronte blanco en la especie de rinoceronte más abundante del mundo.
El rinoceronte blanco tiene un cuerpo compacto y grande, y una cabeza proporcionalmente mayor que la de las demás especies, cuello corto y un pecho más ancho. Puede sobrepasar las 3 t, suele medir de 3,35 a 4,2 m de cabeza a cola, y mide en cruz entre 150 y 185 cm. El mayor ejemplar medido pesaba unos 3.600 kg. Presentan dos cuernos sobre el hocico; el frontal es mayor que el posterior, y suele medir unos 90 cm de largo, aunque puede alcanzar los 1,5 m en los ejemplares de mayor tamaño. El rinoceronte blanco posee en la nuca una especie de abultamiento que corresponde a la inserción del ligamento que soporta el peso de su impresionante cabeza. Los anchos labios del rinoceronte blanco le permiten dar grandes dentelladas en las plantas no leñosas, con lo que suplen su falta de incisivos. Suelen alimentarse de hierba corta y matojos.
A pesar de su nombre, el color de la piel de los rinocerontes blancos es en realidad principalmente gris, en tonalidades que pueden incluir del marrón-amarillento hasta el gris piedra. La confusión en el nombre proviene de una mala traducción: como los primeros ejemplares fueron observados en Sudáfrica, el nombre original en inglés (white rhino) se tomó del nombre en afrikáans wyd, que en realidad no significa "blanco"' (white), sino "ancho"; la forma de la boca era la principal manera de distinguirlo del rinoceronte negro, cuya boca no es ancha y cuadrada, sino estrecha y picuda.

### Rinoceronte negro

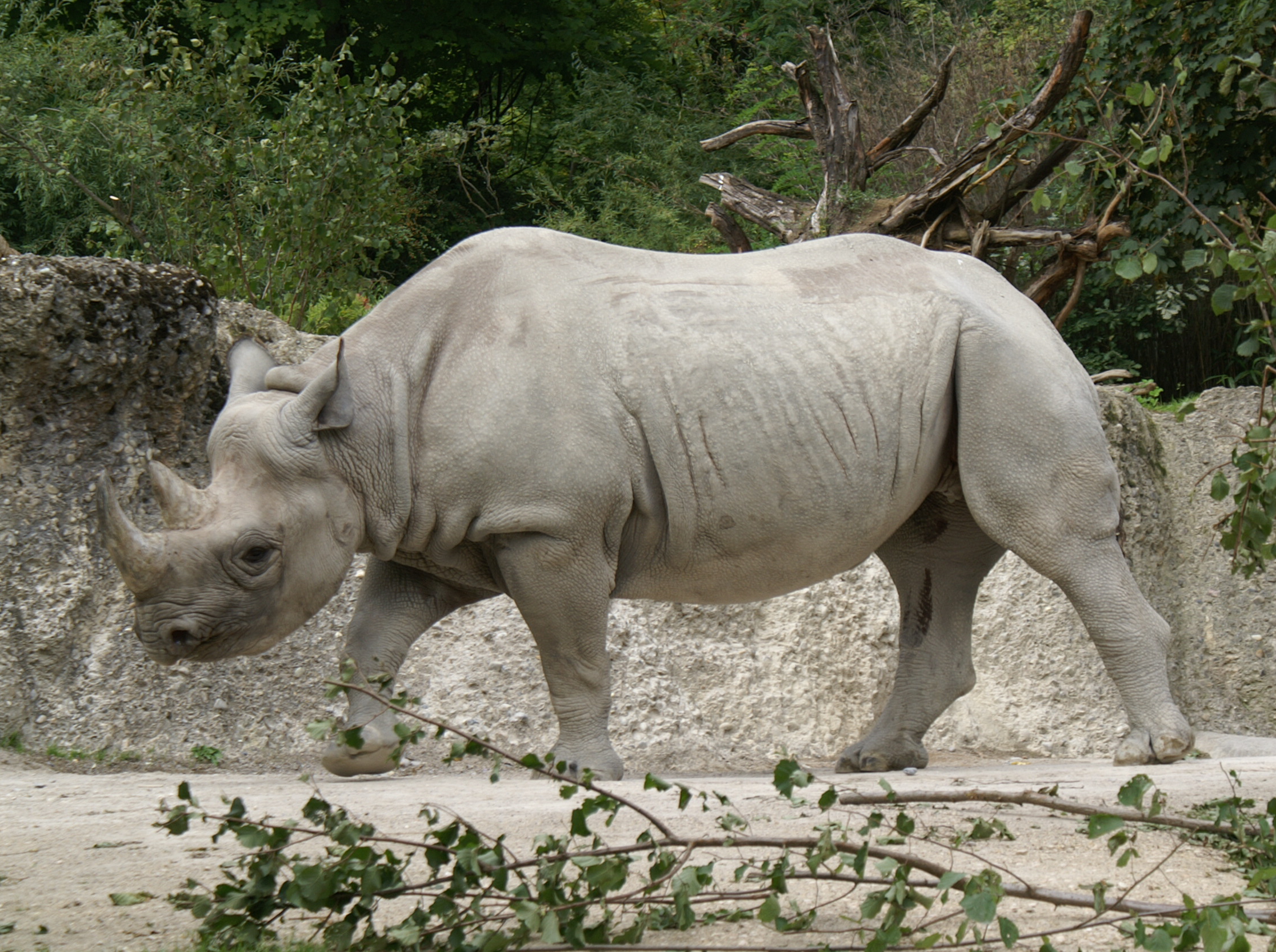
El rinoceronte negro es muy similar en su color al rinoceronte blanco.

Aunque el nombre de las dos especies africanas se eligió para distinguirlas, en realidad resulta muy confuso, ya que ambas presentan prácticamente el mismo color de piel, igual al del resto de especies de rinoceronte existentes en la actualidad. Existen cuatro subespecies de rinoceronte negro. La más numerosa es el rinoceronte negro del Centro-Sur (Diceros bicornis minor), que en tiempos se extendía desde el centro de Tanzania hacia el sur, a través de Zambia, Zimbabue y Mozambique, hasta el norte y el este de Sudáfrica. El rinoceronte negro del Suroeste (Diceros bicornis bicornis) está mejor adaptado a las sabanas desérticas y semidesérticas de Namibia, el sur de Angola y el oeste de Botsuana y Sudáfrica. El rinoceronte negro del este (Diceros bicornis michaeli) habita principalmente en Tanzania, y el rinoceronte negro del oeste (Diceros bicornis longipes) fue declarado extinto en 2011.
Un rinoceronte negro adulto mide entre 147 y 160 cm de altura hasta la espalda, y entre 3,3 y 3,6 m de longitud. Los adultos pesan entre 800 y 1400 kg, pudiendo llegar excepcionalmente a los 1820 kg; las hembras suelen ser de tamaño inferior a los machos. Presentan dos cuernos sobre el hocico, hechos de queratina. El frontal suele medir unos 50 cm, aunque en casos excepcionales puede llegar a los 1,4 m. A veces pueden desarrollar un tercer cuerno en una posición más atrasada, siempre inferior a los dos anteriores. El rinoceronte negro es más pequeño que el blanco y tiene una boca puntiaguda, en lugar de ancha y plana. A diferencia de su pariente africano, se alimenta principalmente de arbustos y hojas bajas de árboles en lugar de pastos y matojos; eso permite a ambas especies coexistir en un mismo hábitat sin competir por los recursos naturales.
Es conocido por ser violento y peligroso, pues muchas personas han muerto por sus ataques.
Debido a su tamaño, el rinoceronte adulto es presa imposible pero sus crías descuidadas serían víctimas fáciles de los leones y hienas, o, más extraño, de los cocodrilos.

### Rinoceronte indio

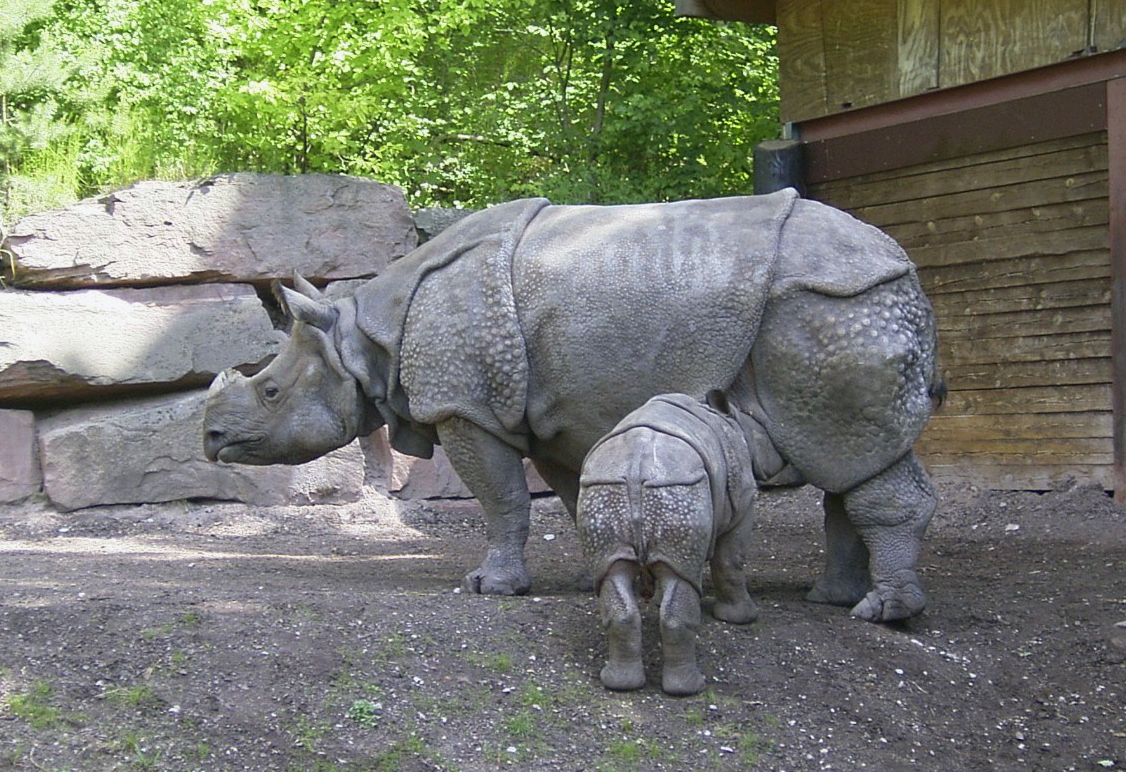
Rinoceronte indio con su cría en el Zoo de Núremberg.

El rinoceronte indio o gran rinoceronte unicornio (Rhinoceros unicornis) tuvo su hábitat natural en áreas desde Pakistán hasta Birmania (llegando incluso hasta China), pero actualmente, y debido a la acción del ser humano, solo puede encontrarse en libertad en algunas áreas de Nepal y Assam, en la India, en las zonas de praderas y bosques que forman las colinas al sur del Himalaya.
El rinoceronte indio tiene una piel gruesa, de tono plateado, que forma grandes pliegues sobre su cuerpo, dándole un aspecto aún más acorazado que el de otras especies de rinoceronte. Su tamaño es comparable al del rinoceronte blanco africano. Los machos adultos son mayores que las hembras, pesando entre 2200 y 3000 kg, mientras éstas pesan unos 1600 kg; El mayor ejemplar que se ha medido pesaba unos 3500 kg. Los machos adultos miden entre 1,7 y 2 m de altura y hasta unos 4 m de longitud. El rinoceronte indio tiene un solo cuerno, que puede medir entre 20 y 100 cm.

### Rinoceronte de Java
El rinoceronte de Java (Rhinoceros sondaicus) es una de las especies de mamíferos más raras y en mayor peligro de extinción del mundo. Según estimaciones del 2002, tan solo quedan unos 60 en libertad, repartidos en pequeñas comunidades en Java (Indonesia) y Vietnam. De todas las especies de rinocerontes, la de Java es la menos conocida. Estos animales prefieren las selvas tropicales densas, las zonas de hierbas altas y lechos de cauces pluviales con grandes extensiones de marismas. Aunque en tiempos estuvieron extendidos por toda Asia, en la década de 1930 ya habían sido cazados hasta la extinción en la India, Birmania, Malasia y Sumatra, debido principalmente a las supuestas propiedades medicinales de su cuerno y su sangre.
Al igual que su pariente cercano, el rinoceronte indio, el rinoceronte de Java tiene un solo cuerno, y su piel forma grandes pliegues en cuello, espalda y cuartos traseros, dándole un aspecto muy acorazado. El cuerpo de un macho adulto puede medir entre 3,1 y 3,2 m de largo, y entre 1,5 y 1,7 m de altura. Los adultos pueden variar en su peso desde los 900 hasta los 1400 kg, o de 1.360 a 2.000 kg, según las fuentes. El cuerno de un macho adulto puede llegar a los 26 cm, mientras que las hembras no tienen cuerno.

### Rinoceronte de Sumatra

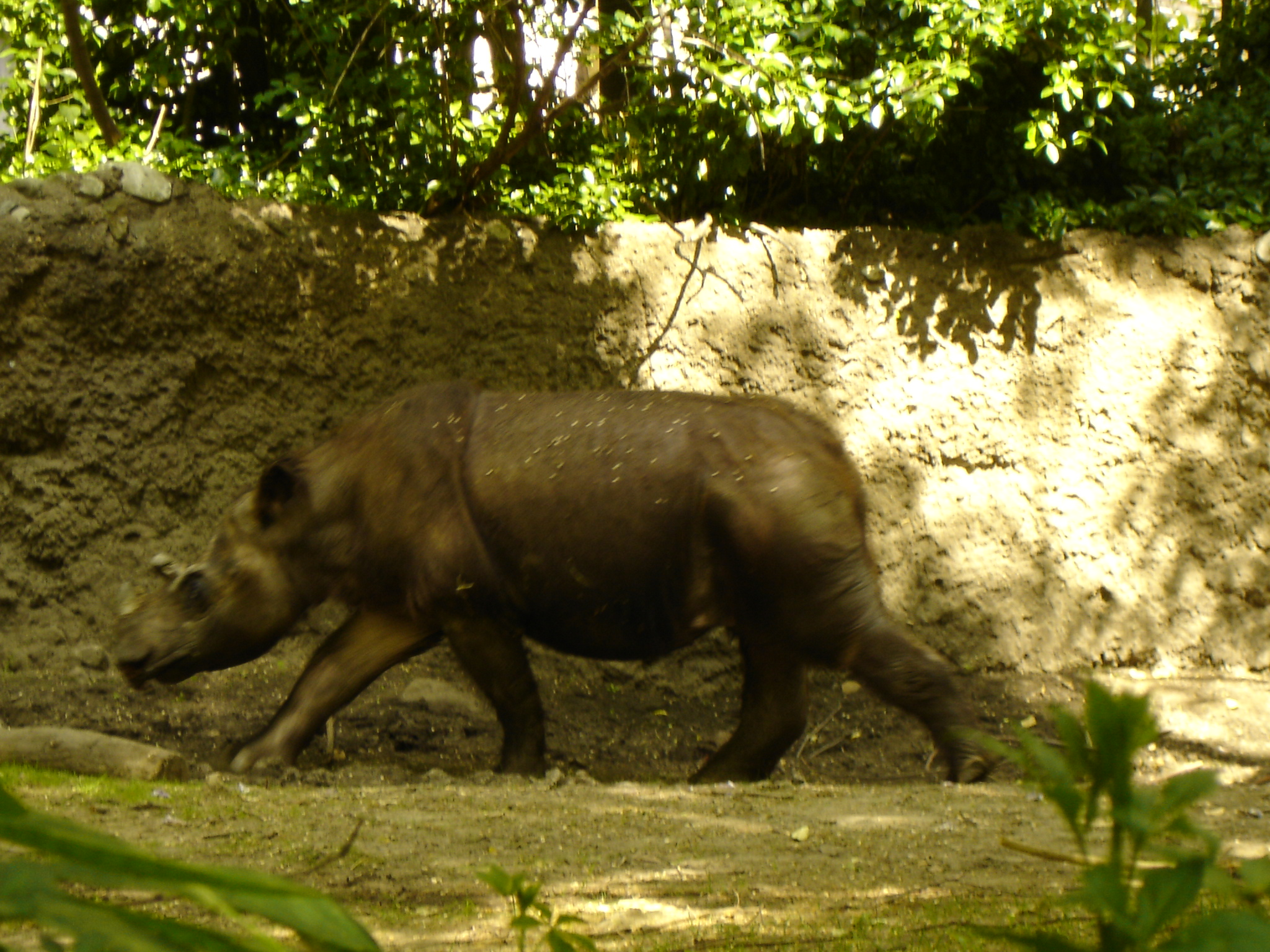
Un rinoceronte de Sumatra en el Zoo del Bronx.

El rinoceronte de Sumatra (Dicerorhinus sumatrensis) es la más pequeña de las especies de rinoceronte existentes, así como la más peluda, lo que le permite sobrevivir a gran altitud en Borneo y Sumatra. A causa de la caza furtiva, su número ha descendido paulatinamente, y es uno de los mamíferos más raros y en mayor peligro de extinción, con tan solo unos 300 ejemplares vivos en libertad.
Un rinoceronte de Sumatra adulto suele medir unos 1,3 m de altura hasta la cruz, con una longitud de entre 2,4 y 3,15 m y un peso rondando los 700 kg, aunque el ejemplar más grande jamás medido llegaba a la tonelada. Al igual que las especies africanas, tiene dos cuernos, el mayor en la parte frontal (de 25 a 79 cm), y el menor detrás, normalmente de menos de 10 cm. Los machos tienen cuernos mucho mayores que los de las hembras. El pelo puede ser denso (sobre todo en las crías), o escaso. El color del pelo y la piel es de un marrón rojizo. El cuerpo es corto, con patas rechonchas, y también tienen unos labios prensiles.

## Evolución
Los miembros de la familia Rhinocerotidae se diferenciaron de otros perisodáctilos a principios del Eoceno: se han encontrado fósiles de Hyrachyus eximus en el norte de América fechados en ese periodo. Este pequeño antecesor sin cuerno parecía más un tapir o un caballo pequeño que un rinoceronte. Durante el final del periodo Eoceno se desarrollaron tres familias, a veces incluidas en la superfamília Rhinocerotoidea: Hyracodontidae, Amynodontidae y Rhinocerotidae.
Los Hyracodontidae, también llamados "rinocerontes corredores", presentaban adaptaciones enfocadas hacia la velocidad en carrera, y se habrían parecido más a los caballos que a los actuales rinocerontes. Los hyracodontidos más pequeños tenían el tamaño de un perro medio; el mayor, el Indricotherium, desprovisto de cuernos, se cree que habría sido el mayor mamífero terrestre en pisar el planeta, con siete metros de altura, diez de longitud, y pesando unas 15 t. Como las jirafas, se alimentaba de las hojas de los árboles, y se extendió por todo el continente euroasiático durante el Eoceno medio hasta el Mioceno inicial.
La familia de los Amynodontidae, también conocidos como "rinocerontes acuáticos", se dispersó por todo el norte de América y el continente euroasiático desde el Eoceno tardío hasta el Oligoceno inicial. Los amynodóntidos eran similares a los hipopótamos en ecología y apariencia, habitando ríos y lagos, y compartiendo con ellos la mayoría de sus adaptaciones a la vida acuática.

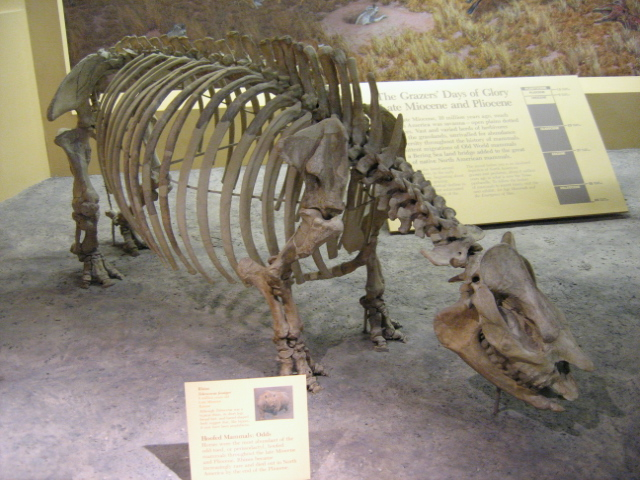
Teleoceras, un género extinto de rinoceronte.

La familia de la que forman parte todos los rinocerontes modernos, Rhinocerotidae, apareció por primera vez en el Eoceno tardío en Eurasia. Los primeros miembros de la familia eran pequeños y numerosos; por lo menos 26 géneros vivieron en Eurasia y América del Norte, hasta que una oleada de extinciones en el Oligoceno medio acabó con la mayoría de las especies menores. Sin embargo, sobrevivieron varios linajes independientes, como los Menoceras, un rinoceronte del tamaño de un cerdo con dos cuernos situados a un lado y otro de la cabeza, o el Teleoceras norteamericano, de piernas cortas y cuerpo rechoncho, que vivió hace 5 millones de años. Los últimos rinocerontes del continente americano se extinguieron en el Plioceno.

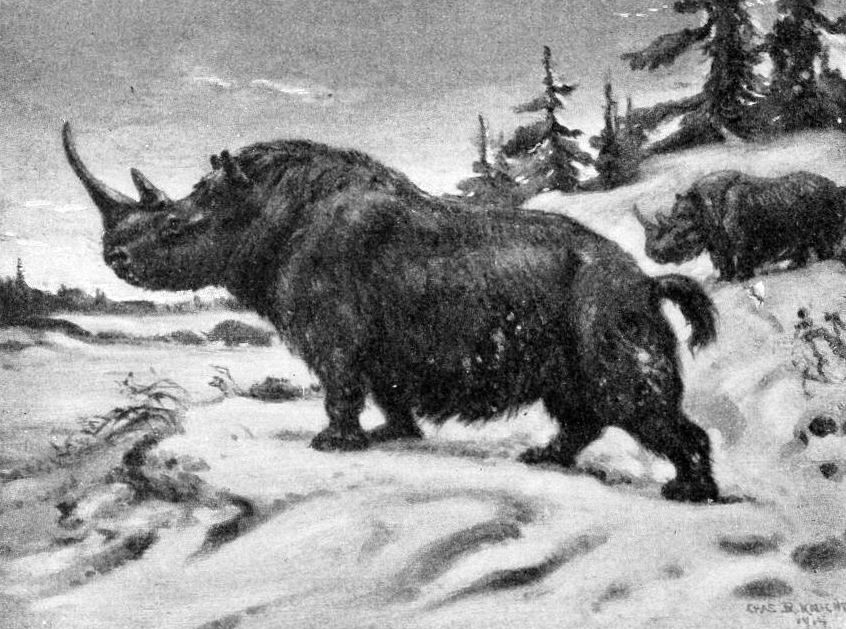
Coelodonta, el extinto rinoceronte lanudo.

Se cree que los rinocerontes modernos se dispersaron por Asia a partir del Mioceno. Dos especies sobrevivieron a la glaciación más reciente y habitaron en Europa hasta hace apenas 10 000 años. El rinoceronte lanudo (Coelodonta antiquitatis) apareció en China hace un millón de años, y llegó a Europa hace unos 600.000. Junto con el mamut lanudo, sobrevivió a la última glaciación, y ambos se hicieron numerosos en Eurasia, pero finalmente fueron cazados hasta la extinción por los primeros seres humanos. Otra especie de rinoceronte de gran tamaño, el Elasmotherium sibiricum, conocido también como el "unicornio gigante", medía dos metros de altura, cinco de longitud y pesaba unas 5 t, contaba con un enorme y único cuerno y podía correr como un caballo.
De las especies aún existentes, el rinoceronte de Sumatra es la más arcaica, con unos 15 millones de años de antigüedad. Estaba emparentado de cerca con el rinoceronte lanudo, pero no con ninguna otra de las especies actuales. El rinoceronte indio y el de Java son parientes cercanos, miembros de un linaje de rinoceronte asiático más reciente, originado hace entre 2 y 4 millones de años
El origen de las dos especies de rinocerontes africanas actuales puede atribuirse a un ancestro común, el Ceratotherium neumayri, de finales del Mioceno. Ambos linajes se separaron a principios del Plioceno, con la aparición de fósiles del más probable antecesor del rinoceronte negro, el Diceros praecox De hecho, las especies africanas están tan próximas que pueden aparearse y reproducirse con éxito entre sí.

## Taxonomía

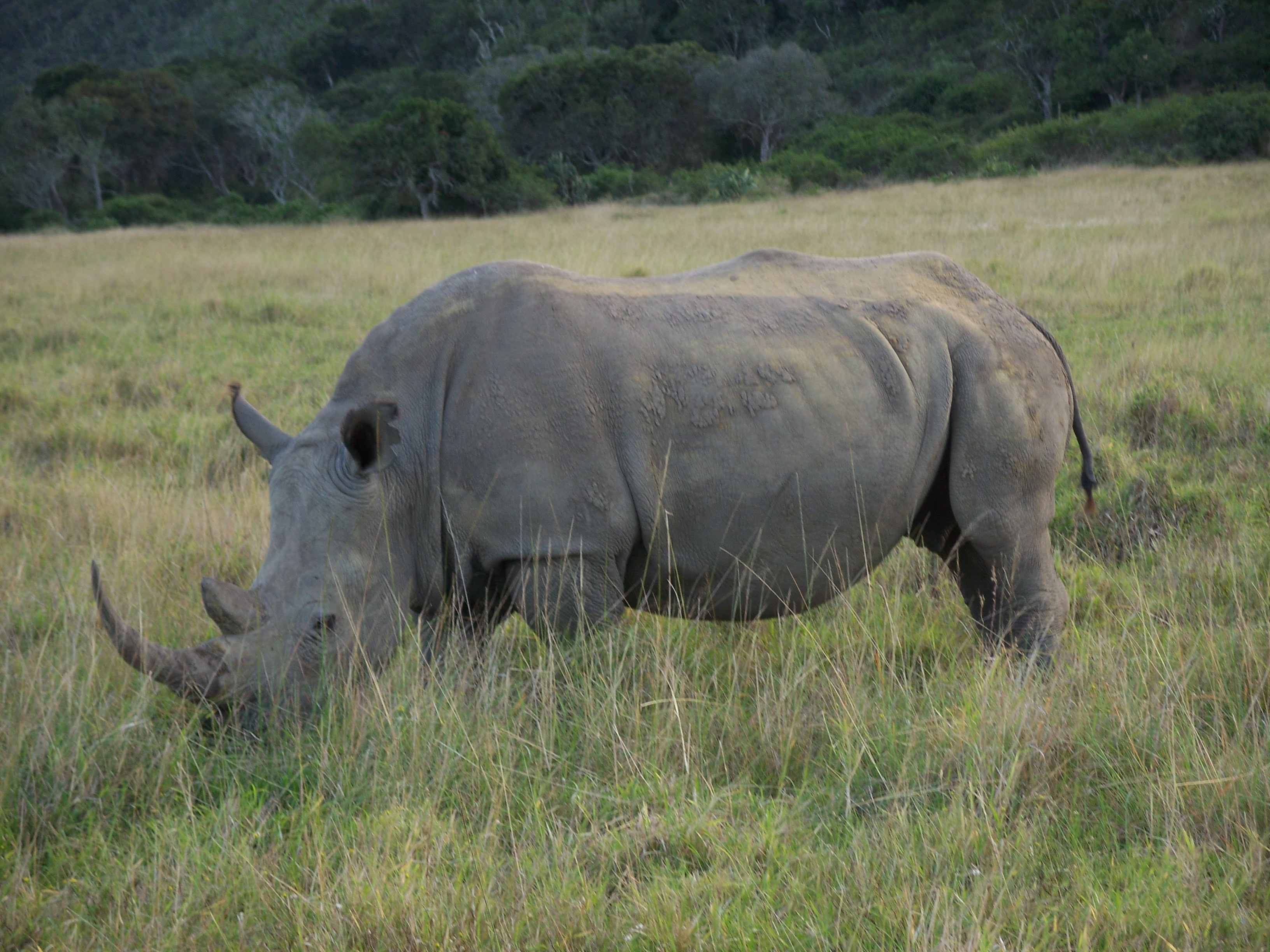
Rinoceronte en Sudáfrica.

La siguiente lista presenta la clasificación de los géneros de rinocerontes conocidos. Todos los precedidos con el símbolo "†" se han extinguido.
- Familia Rhinocerotidae
  - Subfamilia Rhinocerotinae
    - Tribu Aceratheriini
      - †Aceratherium
      - †Acerorhinus
      - †Alicornops
      - †Aphelops
      - †Chilotheridium
      - †Chilotherium
      - †Dromoceratherium
      - †Floridaceras
      - †Hoploaceratherium
      - †Mesaceratherium
      - †Molassitherium[15][16]
      - †Peraceras
      - †Plesiaceratherium
      - †Proaceratherium
      - †Protaceratherium
      - †Sinorhinus
      - †Subchilotherium

    - Tribu Teleoceratini
      - †Aprotodon
      - †Brachydiceratherium
      - †Brachypodella
      - †Brachypotherium[17]
      - †Diaceratherium
      - †Prosantorhinus
      - †Shennongtherium
      - †Teleoceras

    - Tribu Rhinocerotini
      - Rhinoceros
      - †Rusingaceros[18]
      - †Gaindatherium

    - Tribu Dicerorhinini
      - Dicerorhinus
      - †Coelodonta
      - †Dihoplus
      - †Lartetotherium
      - †Stephanorhinus

    - Tribu Ceratotheriini
      - Ceratotherium

    - Tribu Dicerotini
      - Diceros
      - †Paradiceros
      - †Miodiceros

  - Subfamilia Elasmotheriinae
    - †Gulfoceras
    - †Victoriaceros[19]
    - Tribu Diceratheriini
      - †Diceratherium
      - †Subhyracodon

    - Tribu Elasmotheriini
      - †Bugtirhinus
      - †Caementodon
      - †Elasmotherium
      - †Hispanotherium
      - †Huaqingtherium
      - †Iranotherium
      - †Kenyatherium
      - †Menoceras
      - †Ougandatherium
      - †Parelasmotherium
      - †Procoelodonta
      - †Sinotherium

## Visión cultural de los rinocerontes

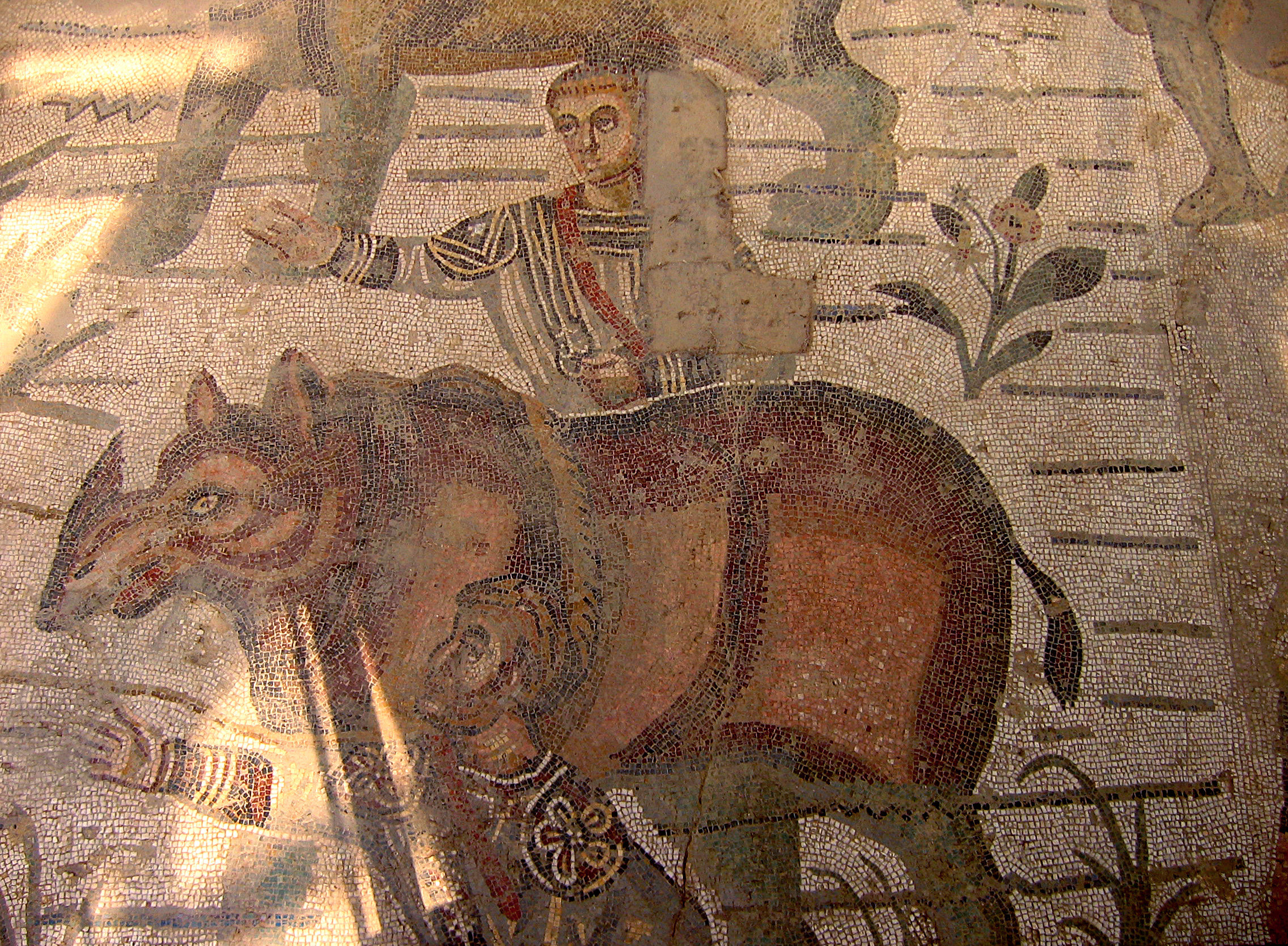
Rinoceronte, representado en un mosaico romano en Villa romana del Casale, excavación arqueológica cerca de la Piazza Armerina en Sicilia, Italia.

En la cultura euroasiática, el rinoceronte (más concretamente el Elasmotherium) es seguramente el origen del mito del unicornio, un caballo con un solo cuerno en mitad de la frente, que en épocas posteriores se modificó hasta tomar la forma romántica con que se asocia el término hoy en día.
En Asia existen varias leyendas, comunes en Malasia, la India y Birmania, sobre rinocerontes que apagan fuegos pisoteándolos. Incluso tienen un nombre especial en malayo, badak api ("rinoceronte de fuego"). En ellas, el animal surgiría de la selva en el momento en que se declarara un incendio en el bosque para aplastarlo bajo sus patas y extinguirlo. Es posible que haya algo de cierto en la leyenda, pero resulta imposible de verificar, dado que el avistamiento de rinocerontes en libertad en Asia se ha vuelto casi imposible debido a la presión realizada sobre las especies por la caza ilegal. Esta leyenda aparece claramente mencionada en la película Los dioses deben estar locos (Jamie Uys, 1980), así como en un episodio de Los Simpson.

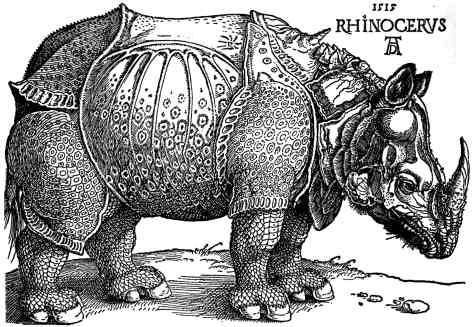
Rinoceronte, por Alberto Durero (1515).

Alberto Durero creó un famoso grabado de un rinoceronte en 1515, aunque nunca había visto uno. De modo que, a pesar de sus imprecisiones anatómicas, el Rinoceronte de Durero fue considerado durante muchos siglos como un dibujo fiel a la forma real de un rinoceronte indio.

### El cuerno del rinoceronte como remedio

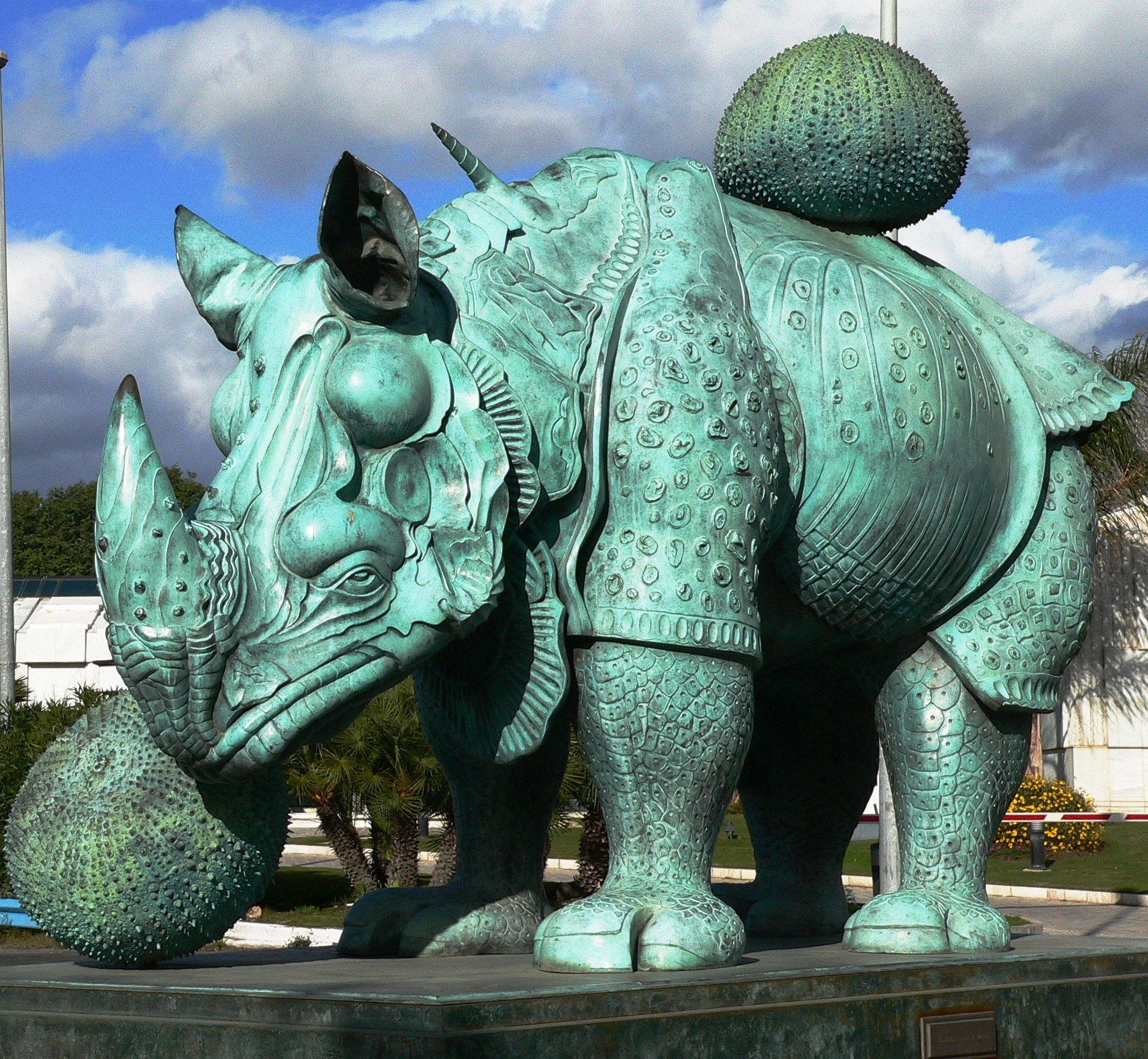
Rinoceronte de Salvador Dalí, 3.600 kg. En Puerto Banús desde septiembre de 2004.

Como ya se ha mencionado, la característica más evidente del rinoceronte es su cuerno o cuernos, situados sobre el hocico y uno tras otro en caso de que haya dos. A diferencia de otros cuernos de mamíferos, el del rinoceronte está compuesto de queratina y carece de un núcleo de hueso. El cuerno del rinoceronte ha sido empleado durante siglos por la medicina china tradicional, así como para la confección de mangos de daga y ornamentos en Yemen, Omán y la India.
Un mito muy común es el de afirmar que se emplea en China como afrodisíaco. De hecho, se emplea en el tratamiento de fiebres y convulsiones. Los intentos de lograr que se deje de emplear como remedio han tenido resultados dispares, ya que muchos practicantes de la medicina tradicional china consideran que el cuerno de rinoceronte es una medicina que salva vidas, y de mucha mejor calidad que sus sustitutivos. Sin embargo, China ha firmado el tratado CITES. Con el fin de prevenir la caza furtiva, en algunas zonas se anestesia a los rinocerontes y se les corta el cuerno de forma regular. Muchos países mantienen almacenes de cuernos de rinoceronte, recortados legalmente o incautados, que deben ser vigilados cuidadosamente